# Mauzac
Mauzac is een gemeente in het Franse departement Haute-Garonne (regio Occitanie) en telt 682 inwoners (1999). De plaats maakt deel uit van het arrondissement Muret.

## Geografie
De oppervlakte van Mauzac bedraagt 9,2 km², de bevolkingsdichtheid is 74,1 inwoners per km².
De onderstaande kaart toont de ligging van Mauzac met de belangrijkste infrastructuur en aangrenzende gemeenten.

## Demografie
De figuur toont het verloop van het inwonertal (bron: INSEE-tellingen).